# François Bourbotte

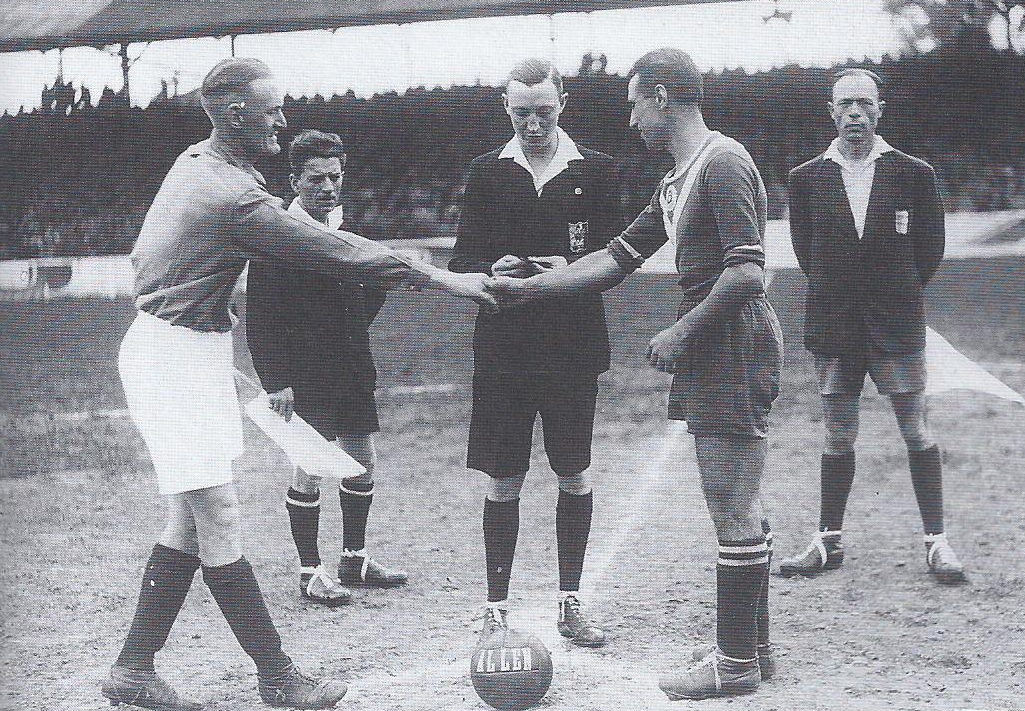
Bourbotte (links) vor dem Pokalfinale 1941

François Bourbotte (* 24. Februar 1913 in Loison-sous-Lens, Département Pas-de-Calais; † 15. Dezember 1972) war ein französischer Fußballspieler und -trainer.

## Vereinskarriere
Bourbotte wurde „in der rauhen Schule“ der ES Bully ausgebildet, für deren Ligaelf er spätestens ab 1932 auflief. In der Saison 1932/33 belegte Bully hinter US Tourcoing und RC Lens den 3. Tabellenrang der Ligue du Nord, einer regionalen Gruppe der damals zweithöchsten Ligenstufe. 1933 heuerte der hochgewachsene, hagere, kantige und einsatzfreudige rechte Außen- oder Mittelläufer beim Erstdivisionär SC Fives an. François Bourbotte behielt daneben seinen Brotberuf als Postangestellter in Roubaix bei – kein Einzelfall in der Frühzeit des Professionalismus –, weshalb er häufig nicht gemeinsam mit der Mannschaft trainieren konnte. Seine erste Saison endete gleich mit der Vizemeisterschaft. In der Division 1 belegten die Liller Vorstädter anschließend bis 1939 immer Plätze zwischen 8 und 12; Bourbotte gehörte unter anderem mit Émilien Méresse, dem Österreicher Franz Czernicky und dem Deutschen Karl Dahlheimer zur legendären défense de fer („Eisenabwehr“), die den Offensivspielern Norbert Van Caeneghem, Ernest Libérati und André Cheuva den Rücken freihielt. Da der Abwehrspieler während seiner Karriere von größeren Verletzungen verschont blieb, bestritt er nahezu alle Pflichtpartien seiner Mannschaften, so bspw. zwischen 1934 und 1937 für Fives 85 von 90 Meisterschaftsspielen. Anfang 1937 wurde er auch zum Nationalspieler (siehe unten). Im französischen Pokalwettbewerb erreichten die Fivois dreimal das Halbfinale – und verpassten darin jedes Mal den Einzug ins Endspiel: 1935 mit 0:3 gegen Stade Rennais UC, 1938 durch ein 0:1 nach Verlängerung gegen den FC Metz und 1939 mit 0:1 gegen Racing Paris.
Wegen des Kriegsausbruches und der folgenden deutschen Besetzung Frankreichs – der äußerste Norden des Landes gehörte zur Zone interdite, der „verbotenen Zone“ (siehe hier) – gab es von 1939 bis 1942 keine Beteiligung der Nordklubs an den ohnehin heute nur als inoffizielle „Kriegsmeisterschaften“ geltenden Punktspielrunden. Lediglich die Teilnahme am Landespokalwettbewerb um die Coupe Charles Simon war ihnen möglich, und François Bourbotte, inzwischen Spielführer seiner Elf, stand darin 1941 erstmals im Finale, in dem Fives aber mit 0:2 gegen Girondins Bordeaux unterlag. 1942/43 gewann er mit der nordfranzösischen Auswahlelf („Flandres“) nach 3:1-Endspielsieg über die Champagne die Coupe des Provinces françaises, einen Wettbewerb entsprechend dem deutschen Bundespokal zwischen den Weltkriegen, an dem westlich des Rheins allerdings auch Berufsfußballer teilnehmen durften. Als in der Saison 1943/44 aus den Profivereinen Regionalauswahlen gebildet und die Spieler „Staatsangestellte“ werden mussten, trat er mit der Équipe Fédérale Lille-Flandres an und wurde mit ihr Vizemeister.
1944 musste der SC Fives aus finanziellen Gründen mit dem Lokalrivalen Olympique Lille fusionieren, für den Bourbotte, wie zahlreiche andere Mannschaftskameraden des SCF, die folgenden beiden Jahre spielte und auch dort trotz namhafter Teamkollegen wie Julien Darui, Joseph Jadrejak, René Bihel, Jean Baratte, Marceau Somerlinck, Roger Vandooren oder Jacques Grimonpon Spielführer war. Im Mai 1945 erreichte der so verstärkte LOSC das Pokalfinale, blieb darin aber gegen Racing Paris beim 0:3 chancenlos. Im Jahr darauf allerdings gewann Lille die Meisterschaft und den Pokal, mithin auch den Doublé. Nach dem Pokalendspiel (4:2 über Red Star) nahm François Bourbotte – „noch blonder, noch blasser als gewöhnlich, tief bewegt und am ganzen Leib zitternd“ – die Trophäe aus den Händen des Präsidenten der provisorischen Staatsregierung, Félix Gouin, entgegen.
Ein halbes Jahr nach diesem Triumph kam es allerdings zum Bruch mit Lille. Auf der Rückfahrt von einem Ligaspiel in Paris weigerte sich der Klubkassierer, die rund 300 Francs betragende Rechnung für von den Spielern im Speisewagen ihres Zuges verzehrten Speisen und Apéritifs zu begleichen. Beim nachfolgenden Wortwechsel warf der Mannschaftskapitän dem Verein vor, eine gefälschte Bilanz aufgestellt zu haben, und schob den Satz „Vereinsfunktionäre sind unnütz – ohne sie wären wir besser dran!“ nach. Präsident Louis Henno suspendierte am Tag darauf Bourbottes Vertrag; angesichts seiner „großen Verdienste“ und erst, nachdem der Spieler sich schriftlich entschuldigt hatte, erteilte der häufig „Louis XIX.“ genannte Henno Bourbotte die Freigabe für einen anderen Klub. Dieser ging daraufhin als Spielertrainer zur JAA, einem Amateurverein aus Armentières.

### Stationen
- Étoile Sportive de Bully (bis 1933, als Jugendlicher und Amateur)
- Sporting Club Fivois (1933–1943)
- Équipe Fédérale Lille-Flandres (1943/44)
- Lille Olympique SC (1944–November 1946)
- Jeunesse Athlétique Armentiéroise (1947–1950?, als Spielertrainer unterhalb D2)

## In der Nationalmannschaft
François Bourbotte kam zwischen Februar 1937 und März 1942 zu 17 A-Länderspielen für Frankreich. Nach seinem Debüt gegen Belgien wurde er auch in den folgenden acht Partien berücksichtigt, darunter beim 0:4 in Stuttgart gegen Deutschland und dem 2:1-Heimsieg über die Schweiz, in diesen beiden Spielen auf der Mittelläuferposition. 1938 stand er deshalb im französischen Aufgebot für die Weltmeisterschaft im eigenen Land; überraschenderweise kamen in den beiden WM-Spielen der Bleus statt seiner in der Läuferreihe allerdings Jean Bastien, Gusti Jordan und Raoul Diagne zum Einsatz. Unmittelbar anschließend an diese persönliche Enttäuschung bestritt Bourbotte auch die nächsten acht Länderspiele wieder in Serie; die letzten drei dieser Begegnungen im Januar 1940 bzw. März 1942 (das vorletzte nochmals gegen die Schweiz) fanden unter den erschwerten Bedingungen von Krieg und Besetzung des Landes statt. Als es ab Dezember 1944 wieder zu internationalen Matches der Équipe tricolore kam, waren es zunächst der ebenfalls für ES Bully und Lille Olympique spielende Jules Bigot, anschließend Jean-Claude Samuel, Jean Prouff und Antoine Cuissard, die als rechte Außenläufer eine Rückkehr Bourbottes in die Nationalelf verhinderten.

## Trainerkarriere
Nach seiner Zeit in Armentières, wo er nebenbei ein Bar-Tabac betrieb, trainierte François Bourbotte von 1950 bis 1956 die US Boulogne, die er im Pokal 1953 und 1954 als Viertligisten in die Runde der besten 64 Mannschaften führte. 1972 starb er im Alter von erst 59 Jahren.

## Palmarès
- Französischer Meister: 1946 (und Vizemeister 1934, 1944 [inoffizieller Titel])
- Französischer Pokalsieger: 1946, 1947 [ohne Endspieleinsatz] (und Finalist 1941, 1945)
- 17 A-Länderspiele (kein Treffer) für Frankreich
- Gewinner der Coupe des Provinces françaises: 1943